# Антим Русас
Антим Русас (световно Дионисије Русас; Салмони, Пелопонез, 26. октобар 1934 — Солун, 13. март 2025) био је митрополит солунски.

## Животопис
Рођен је 1934. године у селу Салмони на Пелопонезу. Дипломирао је Филозофском факултету у Атини 1957. године. Дипломирао је на Богословском факултету у Атини 1963. године.

## Епископ
Изабран је 1974. године за митрополита Александруполиса. Јерархија Грчке цркве изабрала га је 26. априла 2004. године за митрополита солунског.
Интензивно је ангажован у спору око имена Македонија који Грчка води са Скопљем.